# SpaceX

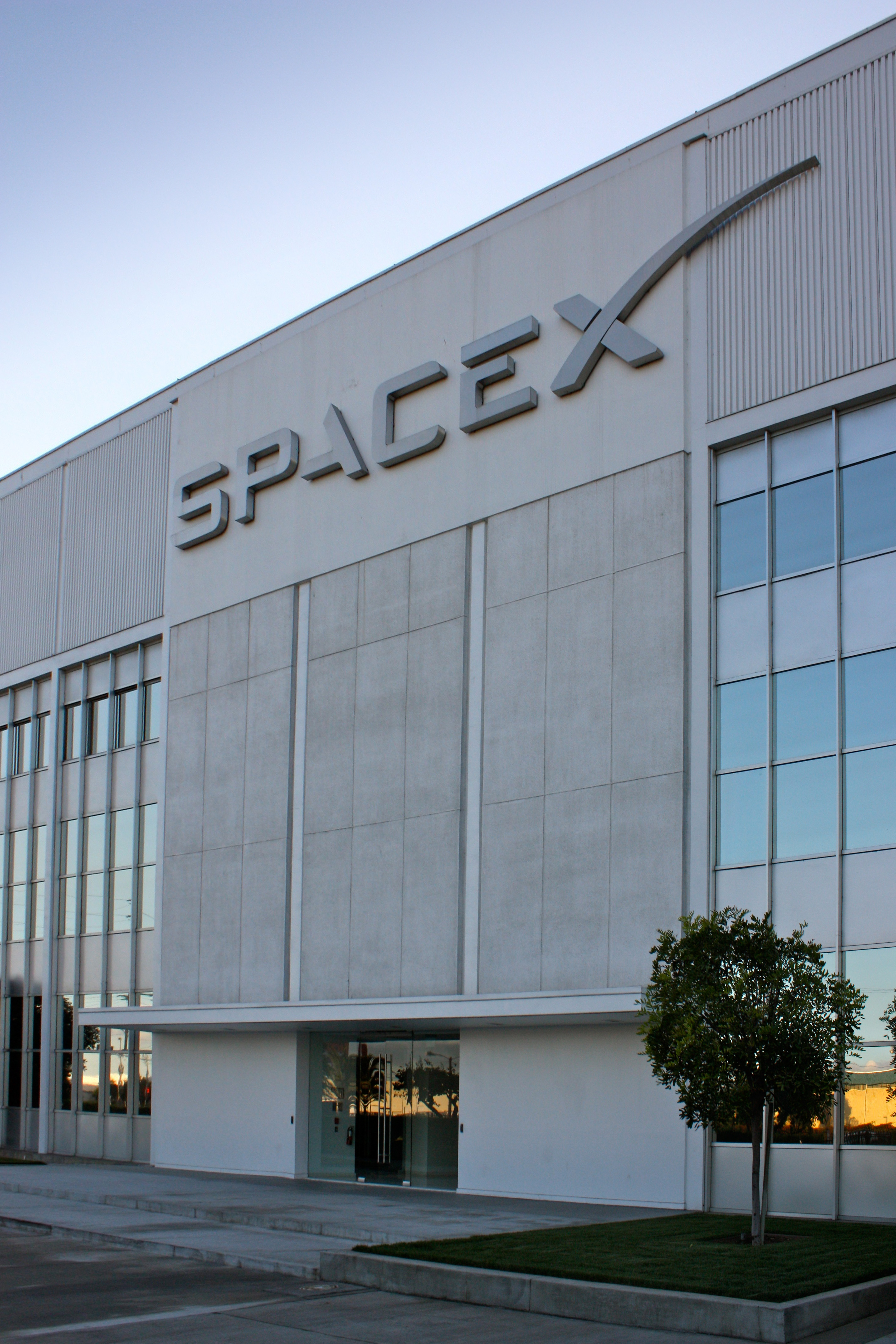
Entrada de la sede de SpaceX

Space Exploration Technologies Corp., conocida como SpaceX, es una empresa privada estadounidense de fabricación aeroespacial y de servicios de transporte espacial con sede en Boca Chica (Texas). Fue fundada en 2002 por Elon Musk con el objetivo de reducir los costes de viajar al espacio para facilitar la colonización de Marte. SpaceX ha desarrollado varios vehículos de lanzamiento, la constelación Starlink, la nave de carga Dragon y llevado astronautas a la Estación Espacial Internacional en la Dragon 2
Los logros de SpaceX incluyen el primer cohete de combustible líquido financiado de forma privada en alcanzar la órbita (Falcon 1 en 2008), la primera empresa privada en lanzar a órbita y recuperar una nave (Dragon en 2010), la primera empresa privada en enviar una nave a la Estación Espacial Internacional (Dragon en 2012), el primer aterrizaje propulsado de un cohete orbital (Falcon 9 en 2015), la primera reutilización de un cohete orbital (Falcon 9 en 2017), la primera empresa privada en lanzar una carga en órbita heliocéntrica (Falcon Heavy con el Tesla Roadster de Elon Musk en 2018), y la primera compañía en enviar astronautas a la Estación Espacial Internacional (Dragon 2 en 2020). SpaceX ha realizado 20 misiones de reabastecimiento a la EEI bajo una serie de contratos de la NASA, así como una demostración de la Dragon 2 el 2 de marzo de 2019, su primera cápsula certificada para llevar humanos, y el primer vuelo con tripulación de la Dragon 2 el 30 de mayo de 2020. En enero de 2020, con el tercer lanzamiento de Starlink, se convirtió en el operador con la mayor constelación de satélites del mundo.
En septiembre de 2016, Musk presentó el Sistema de transporte interplanetario —más tarde renombrado Starship— un sistema de lanzamiento financiado de forma privada orientado a realizar vuelos interplanetarios tripulados. En 2017 se presentó una actualización a las especificaciones del sistema que lo hacían factible para sustituir a todos sus vehículos siendo usado tanto en misiones interplanetarias como las de la órbita baja terrestre. : 24:50–27:05  Starship se proyecta como un vehículo completamente reutilizable y será el más grande de la historia en el momento de su puesta en servicio.
En el 2023, Musk declaró que SpaceX podrá aterrizar una aeronave en Marte dentro de tres o cuatro años.

## Historia
Al principio de comenzar SpaceX pensé que el resultado más probable era el fracaso.

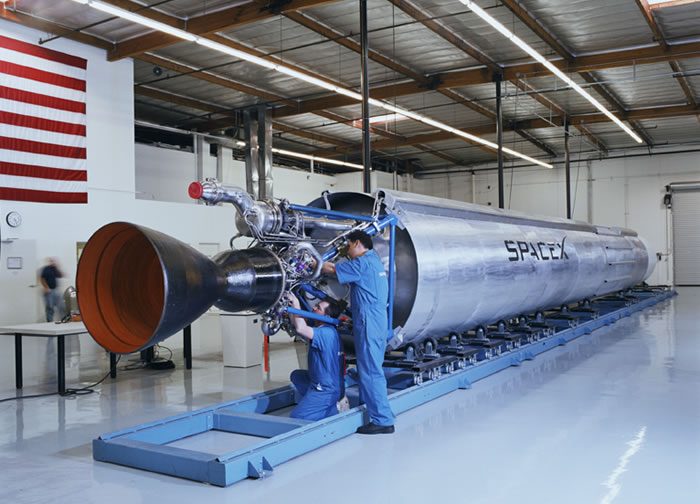
Prototipo de Falcon 1.

En 2001, Elon Musk conceptualizó Mars Oasis, un proyecto para enviar un invernadero experimental en miniatura a Marte y cultivar plantas en un intento para recuperar el interés público en la exploración espacial y lograr un aumento de presupuesto para la NASA. Musk intentó comprar cohetes baratos de Rusia pero volvió con las manos vacías al ser incapaz de encontrarlos a un precio asequible.
En el vuelo de vuelta se dio cuenta de que podía crear una empresa que construyese los cohetes que necesitaba. Según el inversor temprano de Tesla y SpaceX Steve Jurvetson, Musk calculó que el coste de los materiales necesarios para fabricar un cohete por aquel entonces solo significaba el 3% del precio de un lanzamiento. Produciendo alrededor del 85% de las partes necesarias ellos mismos gracias a la aplicación de la integración vertical, SpaceX podría producir hasta el 85% del vehículo y reducir el coste hasta diez veces manteniendo un 70% de beneficios. Empezaron con el cohete útil más pequeño que podían hacer en lugar de construir uno mayor y más complejo que podría haberles llevado a la bancarrota.
A principios de 2002 Musk comenzó a buscar empleados para su nueva compañía que pronto se llamaría SpaceX. Musk contactó con el ingeniero aeroespacial Tom Mueller (que después sería CTO de propulsión en SpaceX) y este acordó trabajar con Musk. SpaceX fue fundado en junio de 2002 por Elon Musk en un almacén en El Segundo (California).
La compañía ha crecido rápidamente desde 160 empleados en noviembre de 2005 a 1100 en 2010, 3800 empleados y contratistas en octubre de 2013, cerca de 5000 a finales de 2015 y hasta 6000 en abril de 2017. A noviembre de 2017 la compañía ya tenía 7000 empleados aumentando a 8000 en mayo de 2020 cifra en la que, según Shotwell se mantendría para el despliegue de Starlink. En 2016 Elon Musk dio un discurso en el Congreso Internacional de Astronáutica donde reveló que SpaceX solo podía contratar ciudadanos estadounidenses debido a la clasificación de su sector como "tecnología armamentística avanzada".
El 18 de agosto de 2006, la NASA anunció que SpaceX había ganado un contrato de los Servicios Comerciales de Transporte Orbital de la NASA para demostrar la entrega de carga a la Estación Espacial Internacional (EEI) con la opción posible de transporte de tripulantes. El 23 de diciembre de 2008, SpaceX anunció que había obtenido un contrato de los Servicios Comerciales de Suministros, con una duración de al menos 12 misiones por US$ 1600 millones para transportar suministros y carga a la Estación Espacial Internacional, después de que los transbordadores espaciales fuesen retirados. En junio de 2010, se le adjudicó a SpaceX el contrato relacionado con lanzamientos espaciales comerciales más grande de la historia (US$ 492 millones); que consiste en el lanzamiento de satélites Iridium utilizando cohetes Falcon 9. A finales de 2012 SpaceX tenía encargados más de 40 lanzamientos que sumaban alrededor de US$4 mil millones en ingresos. Esos contratos incluyen clientes comerciales tales como el contrato ya mencionado con Iridium y clientes del gobierno como la NASA o el Departamento de Defensa con el programa de Servicios Comerciales de Suministros y otra serie de lanzamientos secretos.
En noviembre de 2012, Elon Musk anunció en una conferencia de la Real Sociedad Aeronáutica en Londres, su intención de establecer la primera ciudad humana en Marte. Este proyecto se iniciaría en 2018 construyendo la nave en la que enviar a los grupos pioneros de no más de 10 personas, que serían las encargadas de construir la infraestructura en la que desarrollar la futura ciudad entre otras labores como fertilización y conversión de elementos. El objetivo sería crear colonias en Marte de hasta 80000 personas e introducir vuelos regulares que costarían alrededor de 500000 dólares y se calcula que un presupuesto aproximado para este proyecto sería de US$ 36 mil millones en capitales tanto públicos como privados.
A fecha de diciembre de 2013 SpaceX tenía 50 lanzamientos programados de los cuales dos tercios eran para clientes comerciales. Fue por estas fechas cuando los medios relacionados con la industria aeroespacial comenzaron a hablar de como SpaceX estaba rebajando los precios de los principales competidores en el sector de los satélites de telecomunicaciones, el Ariane 5 y el Proton-M.
A fecha de marzo de 2018, SpaceX había sido contratada por más de 100 lanzamientos representando sobre US$12 mil millones en ingresos en clientes comerciales y gubernamentales (NASA/Departamento de Defensa). A finales de 2013 se le atribuyó a Musk un comentario diciendo que SpaceX "forzaba... un aumento de la competitividad en la industria", siendo sus principales competidores Arianespace, United Launch Alliance e International Launch Services. Al mismo tiempo, Musk dijo que el aumento de la competitividad "sería algo bueno para el futuro del espacio". En la actualidad, SpaceX lidera el mercado global en cuanto a lanzamientos encargados.
El 30 de mayo de 2020, SpaceX lanzó con éxito dos astronautas de la NASA (Douglas G. Hurley y Robert L. Behnken) en la misión de prueba Crew Dragon Demo-2 a bordo de la Dragon 2. Esto convirtió a SpaceX en la primera empresa privada en alcanzar el hito y fue el primer vuelo tripulado desde suelo estadounidense en nueve años desde la retirada del Transbordador Espacial en 2011. La misión despegó del Complejo de Lanzamiento 39A en el Centro espacial John F. Kennedy, Florida. El 31 de mayo de 2020 la cápsula se acopló correctamente con la estación y el 2 de agosto de 2020 amerizó en el Océano Atlántico, operación que no se realizaba desde 1975, marcando el fin y el éxito de una misión clave para el Programa de Tripulación Comercial.

### Objetivos
Elon Musk ha dicho que uno de sus objetivos es reducir el coste y mejorar la fiabilidad del acceso al espacio en un factor de diez. En una ocasión dijo: "Creo que US$ 500 por libra (US$ 1100/kilogramo) o menos es fácilmente alcanzable". También ha declarado que desea hacer de los viajes espaciales algo accesible a "casi cualquiera".
Uno de los mayores objetivos de SpaceX ha sido el desarrollo de un sistema de lanzamiento de reutilización rápida. En marzo de 2013 anunciaron públicamente que dentro de este esfuerzo de desarrollo se incluían las pruebas realizadas con el vehículo denominado Grasshopper (Saltamontes) con el objetivo de demostrar la tecnología de despegue/aterrizaje vertical y el equipamiento de la primera fase de los cohetes Falcon 9 con los instrumentos necesarios para realizar un descenso controlado a partir de mediados de 2013. En 2013, en el Foro de la Industria de Satélites en Singapur, La COO de SpaceX Gwynne Shotwell dijo "Si hacemos esto [tecnología de reutilización] bien, y estamos intentándolo con todas nuestras fuerzas, estaríamos hablando de lanzamientos en el rango de US$ 5-7 millones y eso cambiaría las cosas drásticamente". El 21 de diciembre de 2015, SpaceX aterrizó por primera vez la primera fase de un cohete orbital.
En 2010 sus cálculos le convencieron de que la colonización de Marte era posible y dijo en una entrevista en 2011 que espera enviar humanos a la superficie de Marte en unos 10-20 años. En junio de 2013, Musk usó el nombre "Mars Colonial Transporter" (Más tarde "Sistema de transporte interplanetario") para referirse al proyecto de desarrollo y construcción de una serie de motores, vehículos de lanzamiento. y cápsulas espaciales para transportar humanos a Marte y volver a la Tierra. En marzo de 2014 Gwynne Shotwell dijo que una vez que el Falcon Heavy y la versión tripulada de la Dragon 2 estén volando los esfuerzos de los ingenieros de SpaceX se redirigirán a la infraestructura necesaria para las misiones a Marte. En el Congreso Internacional de Astronáutica de 2016 Musk anunció sus planes para construir grandes naves que alcancen Marte. Utilizando la Starship, planea enviar al menos dos vuelos de carga no tripulados en el año 2022. Las primeras misiones buscarían fuentes de agua y tendrían como objetivo la construcción de una planta de combustible. En 2024 planea enviar otras cuatro naves y las primeras personas. A partir de ahí los siguientes vuelos tendrían el objetivo de establecer una colonia en Marte aunque esos objetivos están sufriendo retrasos.

### Logros
Los logros más importantes de SpaceX incluyen:
- Primer cohete de financiación privada en alcanzar la órbita (Falcon 1 Vuelo 4 — 28 de septiembre de 2008).
- Primera compañía de financiación privada que lanza, pone en órbita y recupera una nave espacial (Falcon 9 Vuelo 2 — 9 de diciembre de 2010).
- Primera empresa privada en enviar una nave espacial a la Estación Espacial Internacional (Falcon 9 Vuelo 3 — 25 de mayo de 2012).
- Primera empresa privada en enviar un satélite a una órbita geosíncrona (Falcon 9 Vuelo 7 — 3 de diciembre de 2013).
- Primer aterrizaje de la primera fase de un cohete orbital sobre suelo firme (Falcon 9 Vuelo 20 — 22 de diciembre de 2015).
- Primer aterrizaje de la primera fase de un cohete orbital sobre una plataforma en el océano (Falcon 9 Vuelo 23 — 8 de abril de 2016).
- Primer lanzamiento y aterrizaje de un cohete reutilizado (Falcon 9 Vuelo 32 — 30 de marzo de 2017).[74]
- Primera recuperación controlada del carenado del cohete (Falcon 9 Vuelo 32 — 30 de marzo de 2017).[75]
- Primera reutilización de una nave espacial de carga comercial (Falcon 9 Vuelo 35 — 3 de junio de 2017).
- Primera empresa privada en colocar un objeto en órbita heliocéntrica (Tesla Roadster de Elon Musk en el vuelo de prueba del Falcon Heavy — 6 de febrero de 2018).
- Primera empresa privada en enviar una cápsula certificada para humanos al espacio (Crew Dragon Demo-1, Falcon 9 Vuelo 69 — 2 de marzo de 2019).
- Primera empresa privada en acoplar una nave de forma automática con la Estación Espacial Internacional (Crew Dragon Demo-1, Falcon 9 Vuelo 69 — 3 de marzo de 2019).
- Primer uso de un motor de ciclo de combustión de flujo total por etapas, el Raptor (Starhopper durante varias pruebas en 2019).
- Primera empresa privada en poner humanos en órbita (Crew Dragon Demo-2 — 30 de mayo de 2020).
- Primera empresa privada en llevar humanos a la Estación Espacial Internacional (Crew Dragon Demo-2 — 31 de mayo de 2020).
- Por primera vez su prototipo del cohete Starship aterrizó con éxito — 5 de mayo de 2021.
- Primer viaje al espacio de una nave tripulada por civiles, y no por astronautas, formando parte de la misión Inspiration4 (Cabo Cañaveral — 15 de septiembre de 2021).
- Primera caminata espacial privada, como parte de la misión Polaris Dawn — 12 de setiembre de 2024

### Contratiempos y accidentes
En marzo de 2013 una cápsula Dragon tuvo problemas con los propulsores debido a unas válvulas bloqueadas. Los ingenieros de SpaceX fueron capaces de arreglarlo remotamente pero debido a este problema la nave llegó un día más tarde de lo esperado a la Estación Espacial Internacional.
En junio de 2015, la misión CRS-7 lanzó una cápsula Dragon en un Falcon 9 con suministros para la Estación Espacial Internacional. Toda la telemetría fue normal hasta los 2 minutos y 19 segundos de vuelo, momento en el que se detectó una pérdida de presión en el tanque de helio formando una nube de vapor en la segunda fase. Pocos segundos después la segunda fase explotó, la primera se desintegró seguidamente debido a las fuerzas aerodinámicas. La cápsula sobrevivió a la explosión pero se destruyó con la carga en el momento de impacto con el suelo. Más tarde se reveló que si se hubiesen desplegado los paracaídas la cápsula podría haber aterrizado intacta. Después de la investigación se determinó que el causante había sido la sujeción de acero que debía mantener el tanque presurizado de helio en su sitio. Cuando, debido a la aceleración, se rompió, agujereó el tanque principal y permitió la entrada en éste de helio a alta presión desencadenando el fallo. El error de software de la Dragon que debería haber desplegado los paracaídas también se solucionó y además se inspeccionó todo el programa para asegurar que todos los sistemas de seguridad necesarios estaban en su lugar.
En septiembre de 2016, un Falcon 9 explotó en la plataforma de lanzamiento durante el proceso de repostaje para la última prueba antes del lanzamiento. La carga, el Amos-6 de Spacecom valorado en US$200 millones, fue destruida. Elon Musk describió el evento como "el fallo más complejo y difícil" en la historia de SpaceX, analizándose casi 3000 canales de telemetría y varias grabaciones de vídeo cubriendo los 35-55 milisegundos importantes. Se llegó a la conclusión de que el oxígeno líquido usado como combustible estaba tan frío que al solidificarse reaccionó con los tanques de carbono en una combustión. La explosión puso a SpaceX en un parón durante los 4 meses que duró la investigación tras los cuales volvió a la actividad en enero de 2017.
El 28 de junio de 2019, SpaceX anunció que había perdido el contacto con 3 de los 60 satélites lanzados en esa misión de Starlink. Las órbitas de los satélites averiados son tales que se espera que decaigan hasta reentrar en la atmósfera. Aun así, si se extrapola ese porcentaje de fallo a las futuras constelaciones enormes que se planean aparece la preocupación por la basura espacial que esto podría generar y las serias dificultades que traería para el futuro de la exploración espacial.

### Propiedad, financiación y valor
El 4 de agosto de 2008, SpaceX aceptó una inversión de US$ 20 millones por parte de The Founders Fund. A principios de 2012 aproximadamente dos tercios de la compañía pertenecían a su fundador y esas 70 millones de acciones tenían un valor estimado de US$ 875 millones en mercados privados, lo cual valoraba SpaceX en unos US$ 1.300 millones en febrero de 2012. Después de COTS 2+ (el vuelo de prueba de la Dragon) el valor de la compañía casi se duplicó llegando a US$2400 millones. A fecha de mayo de 2012 SpaceX operaba con una financiación de US$1000 millones proveniente del propio Elon Musk, inversores varios, contratos de lanzamiento y de la NASA para las misiones de reabastecimiento de la Estación Espacial Internacional. Ese mismo mes SpaceX alcanzó los 40 lanzamientos contratados y todos ellos pagan parte por adelantado. En 2012 se especuló sobre una posible oferta pública de venta (OPV) hacia el final de 2013 pero Musk dijo en junio de 2013 que no se realizaría ninguna OPV hasta que "el Mars Colonial Transporter vuele regularmente". En 2015 se reiteró esto indicando que pasarían muchos años antes de que SpaceX pasase a ser una empresa de capital abierto cuando Musk declaró que "no quiero que SpaceX esté controlada por una empresa de capital inversión que busque el beneficio a corto plazo." En enero de 2015, SpaceX recaudó US$ 1000 millones de Google y Fidelity a cambio de un 8.333% de la compañía lo que aumentó el valor hasta los US$12.000 millones. Con ello Google y Fidelity se unieron al grupo de inversores en aquel momento formado por Draper Fisher Jurvetson, Founders Fund, Valor Equity Partners y Capricorn.
En una audiencia en el congreso en 2017 SpaceX sugirió que la decisión inusual de la NASA de "poner requerimientos de alto nivel para las misiones de carga y dejar las particularidades a la industria" les había permitido diseñar el Falcon 9 por su cuenta y con un coste mucho más bajo. De acuerdo a cifras independientes de la NASA el coste de desarrollar el Falcon 1 y el Falcon 9 se estimaban sobre los US$390 millones en total. En 2011 la NASA estimó que el desarrollo de un cohete similar al Falcon 9 habría costado hasta US$4.000 millones de haberse realizado con las prácticas tradicionales mientras que esta nueva visión de desarrollo comercial les había permitido pagar solo US$1700 millones.
En marzo de 2018 SpaceX tenía firmados contratos por 100 lanzamientos con pagos de entrada de todos los clientes que aportan dinero según se fabrica el vehículo. A lo largo de tres rondas de financiación en 2019 la empresa recaudó US$1.330 millones, situando el valor de la compañía a fecha de 31 de mayo de 2019 en US$33.300 millones. Tras una ronda de financiación de US$250 millones en febrero de 2020 el valor de la compañía alcanzó en mayo de ese mismo año los US$36.000 millones. En junio de 2022 la compañía contaba con un valor de 120.000 millones convirtiéndose en la starup más valiosa del mundo entero.

## Hardware

### Vehículos de lanzamiento

#### Falcon 1

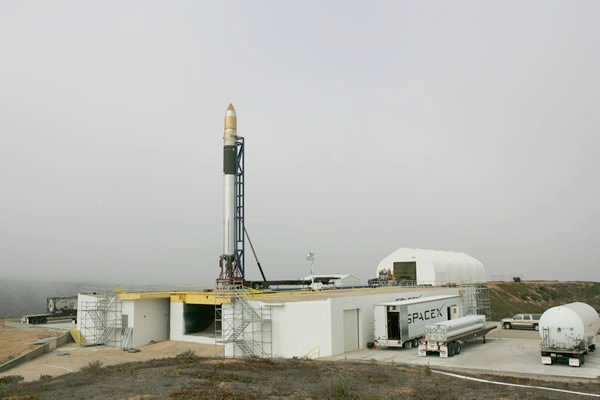
El primer Falcon 1 en la base de la fuerza aérea de Vandenberg.

El Falcon 1 fue un pequeño sistema de lanzamiento espacial parcialmente reutilizable capaz de colocar en órbita baja satélites pequeños. También sirvió como base de pruebas para desarrollar conceptos y componentes del Falcon 9, sobre todo teniendo en cuenta que el motor de la primera etapa es el mismo, solo que en una sola unidad para el Falcon 1 y en un grupo de 9 en el Falcon 9. Realizó 5 vuelos entre el 2006 y 2009.
El Falcon 1 tuvo éxito por primera vez el 28 de septiembre de 2008 colocando su carga de demostración en órbita en su cuarto intento, convirtiéndose en el primer cohete desarrollado con recursos privados de combustible líquido que alcanza la órbita.
El Falcon 1 está actualmente retirado y las cargas pequeñas son enviadas al espacio como cargas secundarias con el Falcon 9 ya que esto probó ser más eficiente.

#### Falcon 9
El 8 de septiembre de 2005, SpaceX anunció el desarrollo de su cohete Falcon 9, que está compuesto por nueve motores Merlín en su primera etapa y uno optimizado para el vacío en la segunda. Originalmente ambas etapas fueron diseñadas para ser reutilizables pero en posteriores revisiones se descartó la posibilidad de reutilizar la segunda etapa ya que reduciría notablemente la carga útil. El vehículo es capaz de llevar hasta 22,800 k a la órbita y compite en el segmento de los vehículos clase EELV, como el Delta IV y el Atlas V. El cohete alcanzó la órbita por primera vez en su vuelo inaugural el 22 de mayo de 2012 y dos vuelos más tarde lanzó la misión de demostración de la Dragon dentro del programa COTS. Esta primera versión del cohete se llamó Falcon 9 v1.0 apareciendo en 2013 una nueva versión mejorada llamada Falcon 9 v1.1 seguida del Falcon 9 Full Thrust en 2015 y la última versión, el Falcon 9 Block 5 en 2018. A fecha de 23 de marzo de 2020 la familia de cohetes ha volado en 84 misiones exitosas con un fallo en vuelo, un vehículo destruido antes del lanzamiento y un éxito parcial.

#### Falcon Heavy
En 2011 SpaceX comenzó a desarrollar el Falcon Heavy, un sistema de lanzamiento pesado configurado con base en tres primeras fases del Falcon 9 con un total de 27 motores Merlín 1D y transferencia de combustible entre las tres partes. El cohete voló en su misión inaugural el 6 de febrero de 2018 llevando como carga de prueba el Tesla Roadster de Elon Musk y colocándolo en una órbita heliocéntrica. El cohete es capaz de colocar en órbita terrestre baja 63,800 kg gracias a los 27 motores que producen un total de 22,819 kN de empuje. En el momento de su presentación SpaceX describía el cohete como "el cohete operativo más potente del mundo". Con su capacidad entra en la categoría de lanzadera pesada y compite con vehículos como el Atlas V HLV y el del lanzador ruso Angara A5V. Este concepto de cohete no era nuevo en SpaceX que lo tenía en mente desde el comienzo del desarrollo del Falcon 1 y, como ha evolucionado a la par que el Falcon 9, ha terminado por sobrepasar con creces la previsión original de 25 toneladas de carga.

### Motores
Desde la fundación de la empresa en 2002, se han desarrollado varios motores de cohete. Merlín y su variante optimizada para operar en el vacío, el retirado Kestrel, los propulsores de control Draco, los propulsores SuperDraco utilizados en las cápsulas Dragon 2 y el Raptor.
Merlín es una familia de motores de cohete que utilizan oxígeno líquido y RP-1 como propelente diseñados originalmente para recuperación en el mar y posterior reutilización. El inyector utilizado en estos motores es de tipo pintle, creado originalmente para el programa Apolo para el motor de aterrizaje del módulo lunar y el combustible llega a la cámara de combustión mediante un tubo impulsado por una turbobomba.
Kestrel utiliza la misma combinación de líquidos como propelente pero en vez de una turbobomba es la presión ejercida por el contenido del tanque la que los empuja a la cámara. Se utilizó en la segunda fase del cohete Falcon 1 y por lo demás utiliza una arquitectura similar al Merlín. La tobera está fabricada de una aleación de niobio muy resistente y se enfría ablativamente y radiactivamente. Ambos nombres provienen de especies de halcones norteamericanos.
Los Draco utilizan propergoles hipergólicos con la Metilhidrazina como combustible y el Tetróxido de dinitrógeno como Oxidante. Cada uno genera 400 newtons de empuje. Son utilizados en el Sistema de control de reacción de las cápsulas Dragon. Los SuperDraco son una versión mucho más potente de los Draco que tenían el propósito original de servir como sistema de aterrizaje y escape de emergencia en las cápsulas Dragon 2. El concepto de utilizar retropropulsión para aterrizar se desechó en 2017 cuando se decidió utilizar en su lugar paracaídas y un amerizaje en el océano.
Raptor es una nueva familia de motores de ciclo de combustión de flujo total por etapas alimentado con Metano que serán usados en el sistema de lanzamiento Starship actualmente en desarrollo. Versiones iniciales de desarrollo fueron probadas por primera vez a finales de 2016. El 3 de abril de 2019, SpaceX realizó la primera prueba con éxito en el vehículo Starhopper en Texas con la estructura sujeta al suelo. El 24 de julio de ese mismo año, SpaceX probó a volar hasta 20 metros de altura con el Starhopper. El 28 de agosto, Starhopper alcanzó la altura de 150 metros.

### Cápsula Dragon

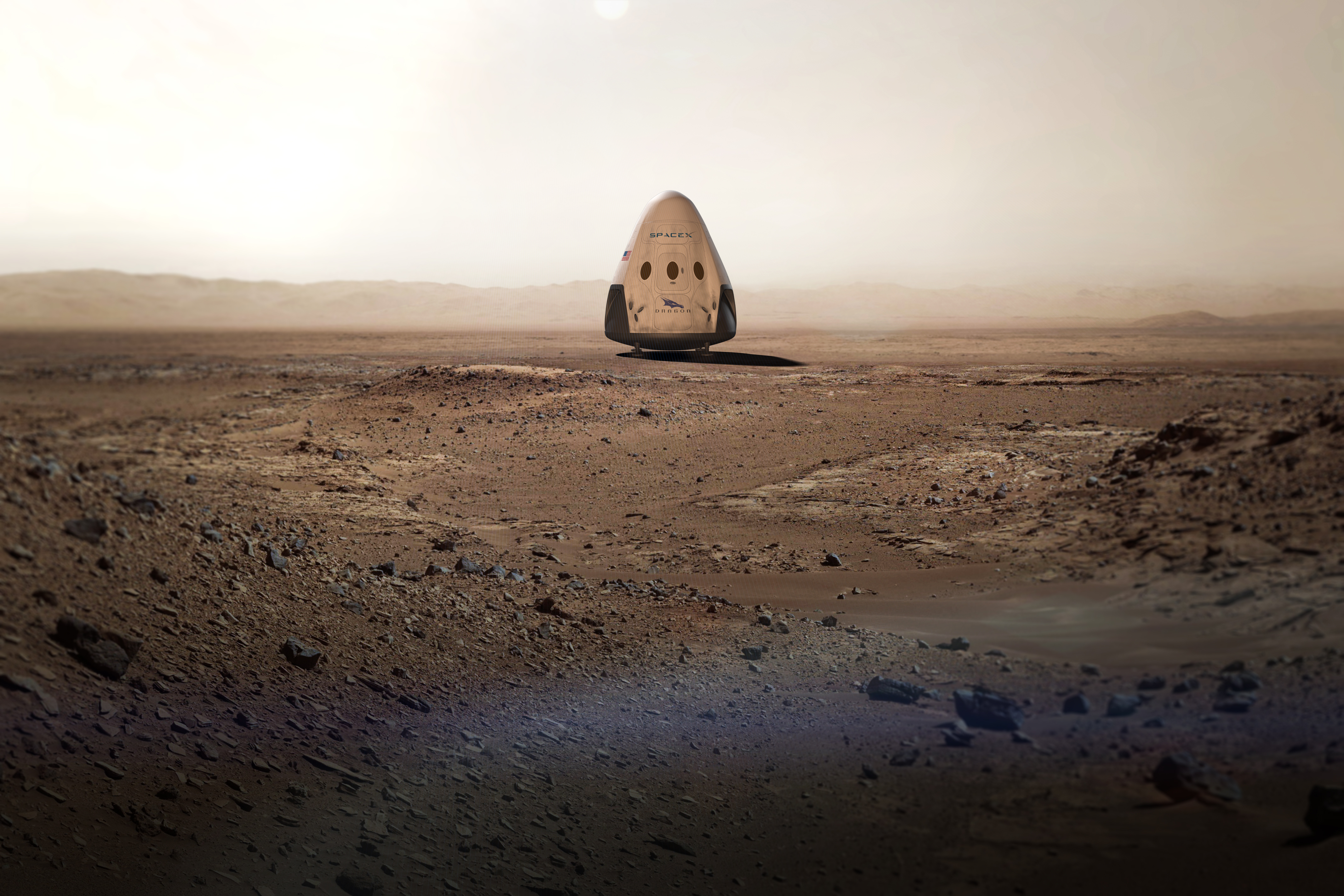
Render de la Dragon V2 en Marte

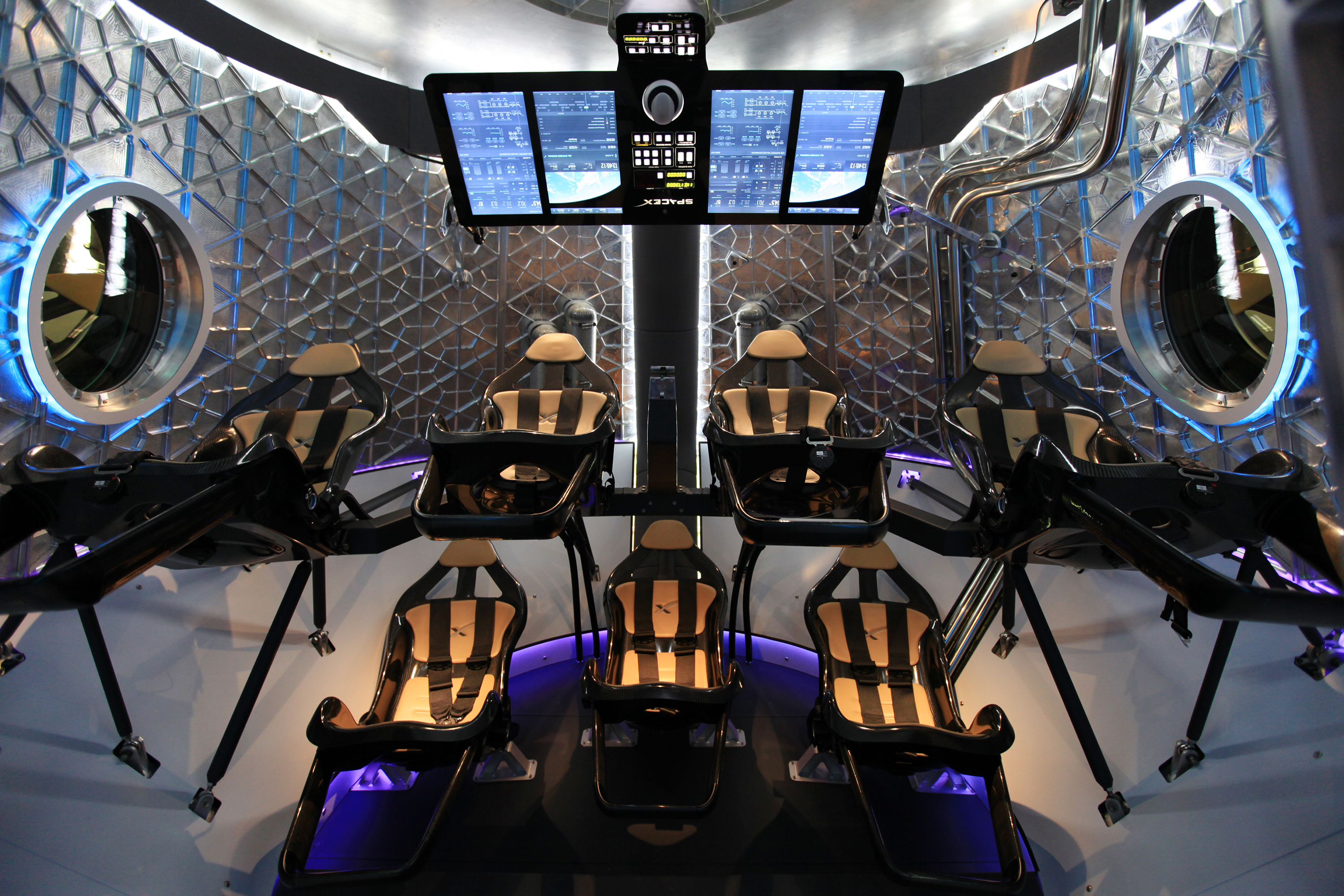
Interior de la Dragon V2, mostrando la configuración de asientos.

En 2005 SpaceX anunció sus planes de desarrollar un programas comerciales de vuelos tripulados para el final de la década. Esas intenciones acabarían llevando a la compañía al desarrollo de la Dragon 2, una cápsula convencional de reentrada balística capaz de llevar carga o hasta siete personas. El 18 de agosto de 2006, la NASA anunció que SpaceX había sido seleccionada como una de las dos empresas que proveerían demostraciones de reposición de personal y cargas a la estación espacial internacional bajo el programa COTS.
EL primer vuelo de un elemento de prueba estructural ocurrió en junio de 2010 desde el Complejo de lanzamiento espacial 40 de Cabo Cañaveral en el vuelo inaugural del Falcon 9. La cápsula no contenía la mayoría de los sistemas necesarios pero tenía los justos como para validar el cohete. En diciembre de 2010 se lanzó la primera cápsula operacional en el vuelo de demostración del programa, volviendo a la Tierra tras dos órbitas con todos los objetivos completados. En 2012 se convirtió en la primera nave comercial en llevar carga a la Estación Espacial Internacional, realizando desde entonces vuelos regulares de reabastecimiento.
En abril de 2011 la NASA otorgó un contrato de US$75 millones a SpaceX como parte del programa CCDev 2 para el desarrollo de un sistema integrado de lanzamiento para la Dragon en preparación de su certificación para vuelos tripulados. En agosto de 2012 SpaceX recibió un acuerdo SAA a precio fijo con el objetivo de producir un diseño detallado de todo el sistema de transporte de tripulación. Este contrato incluye numerosos hitos de certificación técnica, un vuelo no tripulado, un vuelo tripulado y seis misiones tripuladas después de recibir la certificación.
Se espera que la Crew Dragon, completamente autónoma, sea uno de los vehículos más seguros y su naturaleza reutilizable ofrece un importante ahorro a la NASA. La cápsula Dragon 2 hizo su primer viaje al espacio el 2 de marzo de 2019 en una misión no tripulada a la EEI con una cápsula Dragon 2 a principios de 2019 y a finales lanzó una misión de prueba tripulada, la primera vez que astronautas despegan de suelo estadounidense desde la retirada del Transbordador Espacial. En febrero de 2017, SpaceX anunció que dos futuros turistas espaciales habían mostrado interés en hacer un vuelo alrededor de la Luna. En septiembre de 2017, Elon Musk hizo públicas las primeras imágenes de los trajes que usarían los astronautas en las misiones de SpaceX. El traje está diseñado para soportar 2 atmósferas (202,7 kPa; 29,4 psi) de presión en el vacío.

El 27 de marzo de 2020, SpaceX reveló la cápsula Dragon XL orientada a misiones de reabastecimiento a la estación Lunar Gateway dentro del contrato de Gateway Logistics Service. El equipamiento transportado por la Dragon XL incluiría todo el material necesario tanto en la estación como en la superficie así como el retorno de muestras, según la NASA. Será lanzada en un Falcon Heavy desde el LC-39A permaneciendo en la estación entre seis y doce meses de cada vez, tiempo en el que se podría operar remotamente la carga aunque los astronautas no estén en la estación. La capacidad de carga se situará en más de 5 toneladas (5000,0 kg; 11 023,1 lb) a la órbita lunar.

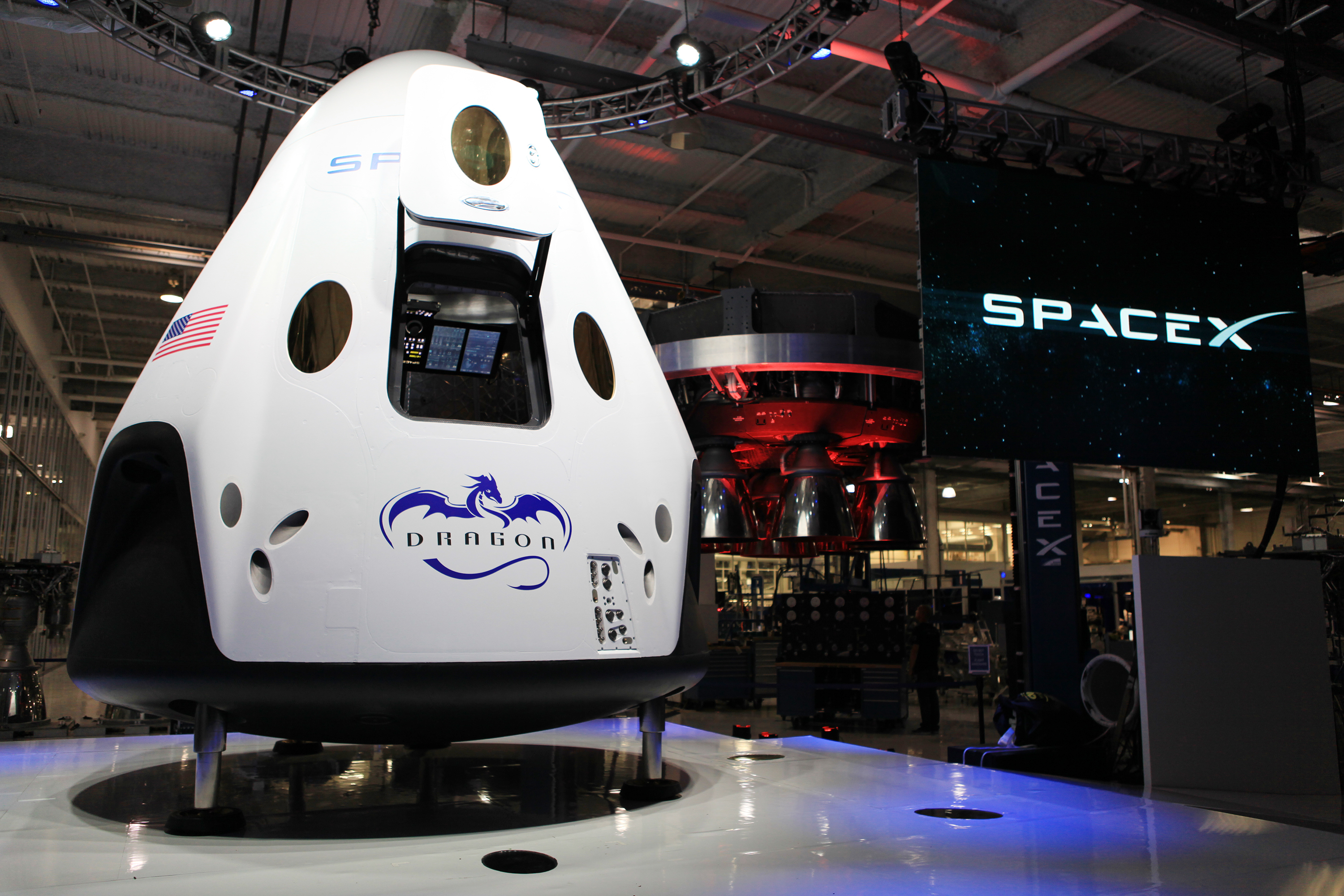
Exterior de la Dragon V2

## Investigación y Desarrollo
SpaceX tiene varios proyectos de Investigación y desarrollo activos. La mayoría de ellos orientados al desarrollo del vehículo de lanzamiento completamente reutilizable Starship y una red de telecomunicaciones global llamada Starlink.

### Sistemas de lanzamiento reutilizables
El programa de lanzaderas reutilizables de SpaceX fue anunciado en 2011 y la fase de diseño se completó en febrero de 2012. El sistema retorna la primera fase de un Falcon 9 a un lugar predeterminado de aterrizaje utilizando los sistemas de propulsión del cohete.
Las pruebas comenzaron finales de 2012 probando la tecnología a altitudes y velocidades bajas utilizando prototipos del sistema real para realizar aterrizajes y despegues. En 2013 se empezó a probar la tecnología a escalas reales con velocidades de reentrada y alturas acordes a los perfiles de misión del cohete. Una vez se determinó que los aterrizajes eran posibles mediante pruebas sobre el océano se pasó a probar aterrizajes sobre una plataforma sólida en el mar. SpaceX compró y transformó varias barcazas para situarlas en puntos determinados del océano y servir de objetivo para el cohete siendo reconvertidas en Plataformas Autónomas de Puerto Aeroespacial o Autonomous Spaceport Drone Ships (ASDS). En diciembre de 2015 se consiguió el primer aterrizaje con éxito de una primera fase del Falcon 9 y en abril de 2016 se consiguió un aterrizaje en la ASDS Of Course I Still Love You.
La precisión obtenida hasta la fecha por SpaceX supera el 98% de éxito con la empresa realizando aterrizajes en todas las misiones que lo permiten teniendo en cuenta el consumo de combustible. En octubre de 2016 SpaceX ofreció un 10% de descuento a sus clientes si decidían volar en un cohete reutilizado. El primer relanzamiento ocurrió el 30 de marzo de 2017 en la misión SES-10. En dicha misión también se marcó el primer aterrizaje de un cohete reutilizado, logro declarado "un hito increíble en la historia del espacio" por Elon Musk.
Las barcazas reciben sus nombres de las naves de las novelas de la Serie La Cultura escrita por el autor Iain Banks.

### Starship

Comparación de escala, de izquierda a derecha: la pila completa del Starship; El cohete SLS; La torre del reloj Big Ben; SpaceX Falcon Heavy; Y un humano de 1,8 m.

En el año 2016 SpaceX anunció el proyecto de construir un sistema de lanzamiento super pesado completamente reutilizable formado por dos etapas que permitan la realización de vuelos interplanetarios. El desarrollo de dicho sistema y su vehículo de lanzamiento pasarían al foco de SpaceX cuando terminó el desarrollo del Falcon Heavy y la cápsula Crew Dragon. El objetivo es reemplazar todos los vehículos de la compañía con este en los años 2020 así como desarrollar la tecnología necesaria para transferir combustible en órbita de nave a nave.
Inicialmente el plan incluía un concepto de Sistema de Transporte Interplanetario (ITS) con 12 metros de diámetro dirigido a misiones interplanetarias y presentado en 2016. En 2017 SpaceX modificó el plan presentando el Big Falcon Rocket (BFR) que tendría 9 metros de diámetro y podría soportar todas las misiones de la compañía tanto a la órbita terrestre, lunar, misiones interplanetarias o incluso vuelos punto a punto en la superficie de la tierra. Después de varias iteraciones finalmente el sistema recibirá el nombre de Starship y Super Heavy y gran parte de los componentes del vehículo se fabricarán en acero inoxidable 304L después de desechar la idea de utilizar materiales compuestos debido al coste que añaden y las ventajas del acero. Yusaku Maezawa ya ha contratado un vuelo en la Starship alrededor de la Luna para 2023.
La visión a largo plazo de la compañía es el desarrollo de las tecnologías necesarias para establecer una colonia en Marte y el desarrollo de Starship es un gran paso en esa dirección. Musk ya ha declarado varias veces que estaría interesado en viajar al planeta rojo diciendo "Me gustaría morir en Marte, pero no del impacto" Un cohete cada dos años facilitaría una base para los astronautas que lleguen en 2025 después de despegar en 2024. Según Steve Jurvetson, Musk cree que para el 2035 como muy tarde habrá miles de cohetes volando a Marte con un millón de personas para establecer una colonia autosuficiente en el planeta.

### Otros proyectos
En enero de 2015, SpaceX anunció el desarrollo de una nueva constelación de satélites llamada Starlink, cuyo objetivo es proveer acceso a internet de banda ancha de forma global. En junio de 2015 la compañía pidió permiso a la FCC para comenzar las pruebas dentro del proyecto que tiene como objetivo una constelación de 4,425 satélites capaces de alcanzar hasta las regiones más remotas del planeta que actualmente no tienen acceso a internet. Los satélites estarían enlazados entre ellos en órbitas de 1100 km. Operada por SpaceX, el objetivo del negocio es generar suficientes ingresos para soportar el proyecto de construir una colonia en Marte. El desarrollo comenzó a principios de 2015 con un vuelo inicial de prueba en la misión PAZ en 2017. El comienzo de la vida operacional de la constelación podría ocurrir tan pronto como 2020. En 2017 SpaceX registró en la FCC planes para construir una constelación de 7,518 satélites adicionales que funcionen en la Banda V y situados en órbitas no geosíncronas para proveer servicios de comunicaciones a través de un espectro electromagnético que no se había utilizado previamente en servicios de comunicaciones. Estos satélites seguirían a los primeros 4,425 que funcionarían en las bandas Ka y Ku. En febrero de 2019 se formó una empresa hermana, SpaceX Services, Inc., para fabricar el millón de estaciones de tierra que se comunicarán con la constelación. En mayo de 2019 se lanzó la primera tirada de 60 satélites a bordo de un Falcon 9.
En junio de 2015, SpaceX anunció que impulsaría una competición de Hyperloop construyendo una sección de prueba cerca de la central de la empresa de 1.6 km. El primer evento tuvo lugar en enero de 2017, el segundo en agosto del mismo año y el tercero en diciembre de 2018.

## Infraestructura

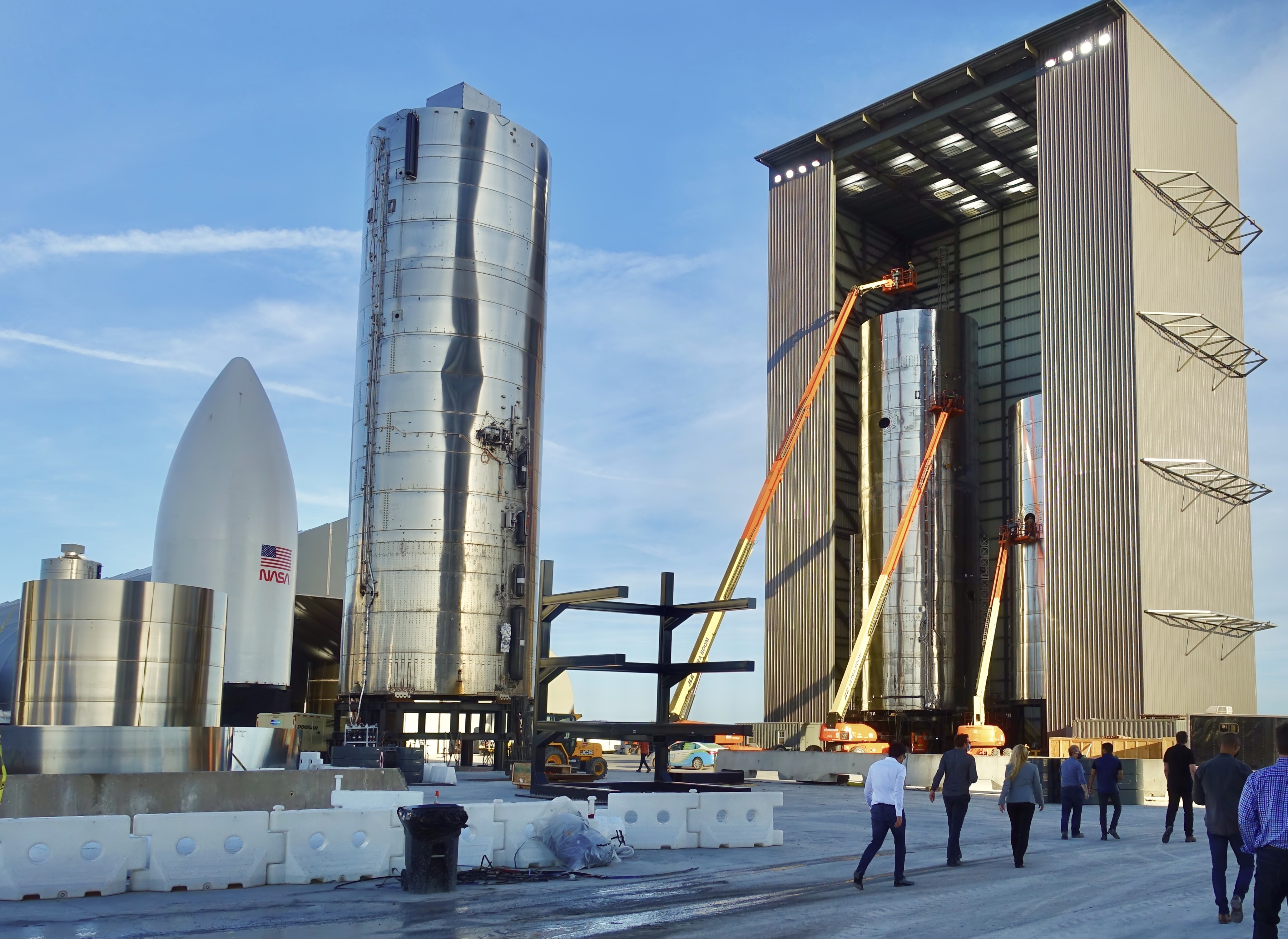
La fábrica de cohetes de Boca Chica

### Oficina central e instalaciones de fabricación y reacondicionamiento
Las oficinas centrales de SpaceX se encontraban originalmente en Hawthorne (California). El gran edificio de tres plantas cuyo propósito original era la construcción de fuselajes de los Boeing 747, contiene los espacios de oficinas, control de misión y a fecha de 2018 todas la fabricación de vehículos. En marzo de 2018, SpaceX indicó que fabricaría el vehículo de próxima generación Starship de 9 metros de diámetro en una zona de 72843 metros cuadrados del puerto de Los Ángeles pero en enero de 2019 cancelaron el alquiler y la construcción del cohete se desplazó hasta el sur de Texas.
La zona de Los Angeles donde se encontraban las oficinas principales antes de su traslado al sur de Texas, y donde continúa estando basado el equipo de desarrollo de los cohetes Falcon, tiene una de las concentraciones de empresas aeroespaciales más grandes incluyendo a Boeing, Aerospace Corp, Raytheon, el Laboratorio de Propulsión a Reacción de la NASA, Lockheed Martin, BAE Systems, Northrop Grumman, AECOM, etc. con gran cantidad de ingenieros aeroespaciales y graduados recientes.
SpaceX hace un uso intensivo de la integración vertical en la producción de los cohetes y sus motores, construyendo prácticamente la totalidad del hardware y todo el software de sus vehículos en la central, cosa poco común en la industria. Aun así, SpaceX tiene más de 3000 proveedores de los cuales 1100 realizan envíos semanales.
En junio de 2017, SpaceX anunció que construiría una instalación de 0,9 hectáreas en Puerto Cañaveral para reacondicionar y almacenar cohetes recuperados.

### Instalaciones de pruebas y desarrollo
SpaceX opera su primera instalación de desarrollo y pruebas de motores de cohete en McGregor (Texas). Todos los motores de la compañía se prueban allí y fue el lugar donde se realizaron las primeras pruebas de despegue y aterrizaje vertical utilizando el Grashopper y el F9R Dev1 entre 2013 y 2014. Las pruebas del vehículo Starhopper, más grande que los anteriores, se realizaron en el puerto espacial en construcción cerca de Brownsville. El 23 de enero de 2019 fuertes vientos causaron desperfectos en vehículos de prueba de las instalaciones al sur de Texas que llevaron a la compañía semanas para solucionar. A causa del percance se decidió hacer las primeras pruebas sin el cono frontal ya que era innecesario a tan bajas velocidades.
La compañía compró las instalaciones en McGregor a Beal Aerospace reacondicionando la base de prueba para su uso con el Falcon 9. SpaceX ha realizado varias mejoras en las instalaciones desde su compra extendiéndola en varias direcciones mediante la compra de los acres adyacentes. En 2011 se anunció la mejora de las instalaciones para las pruebas de despegue y aterrizaje vertical, preparando una superficie en 2012 para el Grasshopper. A fecha de octubre de 2012 siete bases de pruebas eran operadas "18 horas al día seis días a la semana"
Además de las pruebas rutinarias, las cápsulas Dragon se envían a McGregor tras cada misión para vaciarles el combustible, limpiarlas y reacondicionarlas para su reutilización.

### Instalaciones de lanzamiento
En la actualidad SpaceX opera tres plataformas de lanzamiento orbital en la Estación de la Fuerza Aérea de Cabo Cañaveral, el Centro espacial John F. Kennedy y la Base de la Fuerza Aérea Vandenberg mientras construye una cuarta plataforma en Brownsville, Texas. SpaceX ha indicado que cada lugar ofrece características únicas y que tiene suficiente volumen de negocio como para llenarlos todos. Desde Vandenberg se facilitan órbitas muy inclinadas (66–145°) mientras que en Cabo Cañaveral son posibles las de inclinación media de hasta 51.6°. Antes de ser retirado el Falcon 1 se lanzaba desde la Isla Omelek.

#### Cabo Cañaveral
El Complejo de Lanzamiento Espacial 40 de Cabo Cañaveral (SLC-40) se utiliza para lanzamientos del Falcon 9 a las órbitas bajas terrestres y geoestacionarias. SLC-40 no es capaz de albergar lanzamientos del Falcon Heavy. Como parte del programa de reutilización de SpaceX, el antiguo LC-13 de Cabo Cañaveral, ahora conocido como Landing Zone 1, se utiliza para aterrizar los cohetes que retornan de la órbita y pueden maniobrar hasta la costa.

#### Vandenberg
El Complejo de Lanzamiento Espacial 4 Este (SLC-4E) se utiliza para cargas que necesitan una órbita polar. La plataforma de Vandenberg puede lanzar cohetes Falcon 9 y Falcon Heavy, pero no alcanza órbitas de baja inclinación. La plataforma vecina, SLC-4W, se ha convertido en la Zona de Aterrizaje 4 utilizada por primera vez en octubre de 2018.

#### Centro Espacial Kennedy
El 14 de abril de 2014, SpaceX firmó un contrato de arrendamiento con una duración de 20 años por el LC-39A. La plataforma fue modificada para poder lanzar cohetes Falcon 9 y Falcon Heavy retirando la práctica totalidad de los sistemas que se mantenían de la era del Transbordador Espacial. SpaceX lanzó su primera misión tripulada a la Estación Espacial Internacional desde el LC-39A el 30 de mayo de 2020.

#### Brownsville
En agosto de 2014, SpaceX anunció que construiría una instalación de lanzamiento comercial en Brownsville, Texas. La Administración Federal de Aviación publicó un informe de impacto medioambiental en abril de 2013 que encontró que el desarrollo de las instalaciones y sus operaciones no supondrían ningún riesgo medioambiental que impidiese dar permiso para su construcción y dio el permiso en julio de 2014. SpaceX comenzó la construcción en 2014 acelerando durante la segunda mitad de 2015, y con los primeros lanzamientos suborbitales ocurriendo en 2019. Las propiedades adquiridas por SpaceX para la construcción de las instalaciones recibieron nombres inspirados en la novela Mars Crossing de Geoffrey A. Landis.

### Instalación de prototipado de satélites
En enero de 2015 SpaceX anunció que entraría en el negocio de producción de satélites y el de internet por satélite. La primera instalación dentro de esta iniciativa es un edificio de oficinas en Redmond (Washington) de 2800 metros cuadrados. A fecha de enero de 2017, adquirió una segunda instalación en Redmond de 3774.2 metros cuadrados que sirve de centro de investigación y desarrollo de los satélites. En julio de 2016, SpaceX compró otro espacio de 740 metros cuadrados en Irvine (California) orientado a las comunicaciones por satélite.

## Contratos de lanzamiento
SpaceX tiene un contrato con la NASA para desarrollar la tecnología necesaria para reabastecer la Estación Espacial Internacional (EII) y posteriormente aplicarla. También están certificados para lanzamientos militares de Estados Unidos de clase Evolved Expendable Launch Vehicle (EELV). Con aproximadamente 30 misiones contratadas solo para 2018 SpaceX supone US$12 mil millones. Junto con Virgin Galactic fueron los primeros clientes de Puerto Espacial América, el primer puerto espacial comercial en Estados Unidos. Entre las actividades realizadas allí se encuentran algunas pruebas del Grashopper. Aún mantienen un contrato con ellos para un potencial uso futuro de forma paralela a las instalaciones de Texas.

### Contratos de la NASA

#### COTS
En 2006 la NASA anunció que SpaceX había ganado el concurso para demostrar su capacidad de llevar carga útil a la Estación Espacial Internacional (Commercial Orbital Transportation Services) con la posibilidad de transporte de tripulación. Este contrato, diseñado por la NASA para proporcionar el dinero necesario para el desarrollo de nuevas capacidades, premió a SpaceX con US$396 millones que ayudarían a desarrollar la variante de carga de la Dragon mientras SpaceX invertía US$500 millones propios en el Falcon 9. Estos acuerdos han demostrado con el tiempo un ahorro significativo a la NASA resultando en entre 4 y 10 veces más baratos que si los llevase a cabo la propia agencia.
En diciembre de 2010, con el lanzamiento del primer vuelo de prueba SpaceX se convirtió en la primera empresa de financiación privada en lanzar, poner en órbita y recuperar una nave. La cápsula Dragon llegó con éxito a la órbita, dio dos vueltas a la Tierra y reentró en la atmósfera para caer al Océano Pacífico. En el segundo vuelo de prueba, lanzado en mayo de 2012, la cápsula Dragon se acopló con la Estación Espacial Internacional haciendo de ésta la primera nave privada en alcanzar el hito.

#### Cargamento Comercial
"Commercial Resupply Services (CRS)" son una serie de contratos concedidos por la NASA entre 2008 y 2016 para llevar cargamento a la Estación Espacial Internacional en naves operadas comercialmente. Los primeros contratos CRS fueron firmados en 2008 y significaron para SpaceX la suma de US$1.600 millones y la responsabilidad de 12 misiones de reabastecimiento hasta 2016. Spacex CRS-1, la primera de estas misiones despegó en octubre de 2012 y tras permanecer 20 días acoplada a la EEI, la Dragon reentró en la atmósfera y cayó en el Pacífico. Las misiones CRS se llevaron a cabo aproximadamente 2 veces al año desde que comenzaron.En 2015, la NASA extendió los contratos con tres nuevas misiones de reabastecimiento. Tras sucesivas extensiones de la fase uno en 2015, SpaceX terminó con otras 20 misiones programadas. Una segunda fase de contratos (conocida como CRS-2) se propuso en 2014 y fue aprobada en enero de 2016 para cubrir el transporte de mercancías entre 2019 y 2024. SpaceX utilizará la Dragon XL para llevar y traer carga de la estación Lunar Gateway.

#### Tripulación Comercial
El programa "Commercial Crew Development (CCDev)" pretendía desarrollar naves operadas comercialmente que sean capaces de llevar astronautas a la Estación Espacial Internacional. Durante la primera ronda SpaceX no obtuvo el contrato pero en la segunda (CCDev 2) la NASA le entregó US$75 millones para mejorar su sistema de escape y mejorar la acomodación de la tripulación así como avanzar el desarrollo del sistema Falcon/Dragon. En agosto de 2012 la NASA anunció que había otorgado a SpaceX US$440 millones para continuar el desarrollo de su Dragon 2 esta vez bajo la continuación de CCDev 2 llamada CCiCap.
En septiembre de 2014, la NASA eligió a SpaceX y Boeing para ser las empresas que recibirán la financiación necesaria para llevar y traer astronautas de la Estación Espacial Internacional. En el caso de SpaceX recibió US$2.600 millones para completar y certificar la Dragon 2 para 2017. El contrato incluye por lo menos un vuelo de prueba con un astronauta de la NASA a bordo y, una vez certificada entre 2 y 6 misiones a la Estación Espacial Internacional. A principios de 2017 a SpaceX le encargaron cuatro misiones adicionales. A principios de 2019 la prueba no tripulada de la Crew Dragon tuvo lugar, que se acopló con la estación en vez de atracar mediante el brazo. El 30 de mayo de 2020 comenzó la misión Crew Dragon Demo-2, última misión de certificación de la Dragon 2, en la que los astronautas Robert L. Behnken y Douglas G. Hurley volaron en una cápsula a la Estación Espacial Internacional y, tras permanecer dos meses a bordo, regresaron mediante un amerizaje en el Atlántico. Esto marcó el final de la fase de desarrollo del programa y el comienzo de las misiones operacionales para SpaceX.

### Contratos de Defensa
En 2005 SpaceX anunció que había recibido un contrato IDIQ de la Fuerza Aérea de los Estados Unidos que permitía realizar lanzamientos por valor de US$100 millones a través de la compañía. En abril de 2008 la NASA otorgó otro contrato IDIQ a SpaceX por valor de US1000 millones en función del número de misiones que cubrirían servicios de lanzamiento contratados hasta junio de 2010 para lanzamientos hasta diciembre de 2012. En diciembre de 2012 se anunciaron los primeros lanzamientos con el Departamento de Defensa de Estados Unidos. La Fuerza Aérea de los Estados Unidos otorgó a la empresa dos misiones de clase EELV: Deep Space Climate Observatory (DSCOVR) y Space Test Program 2 (STP-2). DSCOVR fue lanzado a bordo de un Falcon 9 en 2015 mientras que STP-2 voló en un Falcon Heavy el 25 de junio de 2019.
En mayo de 2015 la Fuerza Aérea anunció que el Falcon 9 v1.1 estaba certificado para lanzamientos de seguridad nacional lo que permite a SpaceX lanzar carga clasificada para el gobierno. Esto rompió el monopolio que mantenía ULA desde 2006.
En abril de 2016 el primer lanzamiento clasificado fue otorgado a SpaceX, el del segundo satélite GPS III por US$82.7 millones. A mayo de 2018; el coste estimado se situaba en un 40% inferior al comparable en misiones similares anteriores. Antes de esto United Launch Alliance era la única empresa que podía lanzar este tipo de cargas. ULA no intentó obtener el lanzamiento de mayo de 2018.
En 2016 la Oficina Nacional de Reconocimiento de Estados Unidos anunció que había comprado lanzamientos a SpaceX, el primero de los cuales (NROL-76) tuvo lugar el 1 de mayo de 2017.
En marzo de 2017 SpaceX ganó, en competición con ULA el lanzamiento del tercer satélite GPS III por valor de US$96.5 millones (pendiente para febrero de 2019).
En marzo de 2018, SpaceX aseguró un contrato adicional por US$290 millones con la Fuerza Aérea para el lanzamiento de otros tres satélites GPS III. Se espera que el primero de estos tenga lugar en marzo de 2020.
En febrero de 2019 se aseguró otro contrato por US$297 millones para lanzar otras tres misiones clasificadas como seguridad nacional incluyendo AFSPC-44, NROL-87 y NROL-57 todos fechados para no antes del 2021.
El 7 de agosto de 2020 el ejército de Estados Unidos repartió el marco de lanzamientos para los próximos 5 a 7 años, SpaceX obtuvo un contrato por valor de US$316 millones para un lanzamiento mientras que ULA recibió uno por US$337 millones para dos lanzamientos. Además SpaceX cubrirá el 40% de necesidades de lanzamiento de satélites del ejército mientras que ULA se encargará del 60%, cada compañía tiene la tarea de actuar como respaldo de la otra.

### Contratos comerciales

#### Space Adventures
En febrero de 2020, Space Adventures anunció sus planes de volar ciudadanos privados a bordo de la Crew Dragon. El vehículo se lanzaría desde el LC-39A con hasta cuatro turistas a bordo para pasar hasta cuatro días en órbita terrestre baja con un apogeo de más de 1000 km.

#### Kazajistán
SpaceX fue contratada para lanzar dos satélites de Kazajistán a bordo del Falcon 9 compartiendo lanzamiento con otros satélites. El lanzamiento ocurrió en la Base de la Fuerza Aérea Vandenberg el 3 de diciembre de 2018, conteniendo los dos satélites de Kazajistán (KazSaySat y KazistiSat) así como otros 64 satélites en miniatura. Según el Ministerio de Defensa kazajo el lanzamiento le costó al país US$1,3 millones.

## Competencia, lanzamientos y presión de precios
Los bajos precios de lanzamiento de SpaceX, especialmente para satélites de comunicaciones que vuelan a una órbita geoestacionaria (GTO), han provocado una presión del mercado sobre sus competidores para que reduzcan sus propios precios. Antes de 2013, el mercado de lanzamiento abierto había estado dominado por Arianespace (cohete Ariane 5) y por International Launch Services (cohete Proton). Con un precio de US$56.5 millones por lanzamiento a órbita terrestre baja y teniendo en cuenta que los cohetes Falcon 9 eran ya los más baratos en la industria, un Falcon 9 reutilizable podría bajar de precio en un orden de magnitud. A su vez se reduciría el coste del acceso al espacio aún más a través de la economía de escala. SpaceX ha indicado públicamente que si tienen éxito con el desarrollo de la tecnología reutilizable, los precios de lanzamiento acabarían posiblemente en el rango de US$5 a 7 millones por el Falcon 9 reutilizado.
En 2014, SpaceX había ganado nueve de cada 20 contratos que compitieron abiertamente en todo el mundo entre los proveedores de servicios de lanzamiento comerciales. Los medios informaron que SpaceX "había comenzado ya a tomar cuota de mercado" de Arianespace. Arianespace ha pedido que los gobiernos europeos proporcionen subsidios adicionales para hacer frente a la competencia de SpaceX. Los operadores europeos de satélites están presionando a la ESA para que reduzca los precios de lanzamiento del Ariane 5 y el futuro Ariane 6 como resultado de la competencia de SpaceX. Según un director gerente de Arianespace en 2015, estaba claro que "un reto muy importante provenía de SpaceX ... Por lo que las cosas tienen que cambiar ... y toda la industria europea está siendo reestructurada, consolidada, racionalizada y optimizada." Jean Botti, director de innovación de Airbus (que fabrica el Ariane 5) advirtió que "aquellos que no tomen a Elon Musk en serio tendrán mucho de qué preocuparse." En 2014, no se reservaron lanzamientos comerciales a bordo del cohete ruso Protón.
También en 2014, las capacidades y precios de SpaceX comenzaron a afectar al mercado de lanzamientos militares de Estados Unidos. Durante casi una década, el proveedor de lanzamiento United Launch Alliance (ULA) no había enfrentado competencia por los lanzamientos militares. Sin dicha competición los costes habían aumentado por encima de los US$400 millones. El monopolio terminó cuando SpaceX comenzó a competir por dichos lanzamientos con costes de hasta US$62 millones, considerablemente menos.
En 2015, anticipando una caída en los lanzamientos militares y espías nacionales, la ULA declaró que se quedaría sin negocio a no ser que recibiese contratos comerciales. Con ese fin, ULA anunció una importante reestructuración de procesos y mano de obra con el fin de reducir los costes de lanzamiento a la mitad.
En 2017 SpaceX poseía el 45 % del mercado de lanzamiento la estimación a julio de 2018 ya era del 65 %.
El 11 de enero de 2019, SpaceX anunció que iba a despedir a un 10% de la plantilla para financiar los proyectos Starship y Starlink.
En el primer cuarto de 2020, SpaceX lanzó más de 61 toneladas de carga a la órbita mientras que la combinación de lanzaderas Chinas, Europeas y Rusas juntaban 21 toneladas, 16 toneladas y 13 toneladas respectivamente con el resto de proveedores sumando 15 toneladas.

## Problemas

### Acusación de participación
Para junio del 2022, el CEO de Tesla y SpaceX, Elon Musk, fue acusado de una presunta estafa piramidal, en la que promocionó información relacionada con comprar Dogecoin.